# エマニュエル・シャルパンティエ
エマニュエル・シャルパンティエ（Emmanuelle Marie Charpentier, 1968年12月11日 - ）は、フランス出身の生物学者。エソンヌ県生まれ。マックスプランク研究所病原体科学ユニット科学およびマネージングディレクター。感染症研究ヘルムホルツセンター研究員。ジェニファー・ダウドナと共にゲノム編集技術「CRISPR-cas9（クリスパー・キャスナイン）」を開発し、2020年ノーベル化学賞受賞。

## 来歴
1968年にフランスのパリから18 km南東に位置するジュヴィジー＝シュロルジュで生まれた。祖父はアルメニア人で、オスマン帝国のアルメニア人虐殺の生存者であった。子供のころはバレエダンサーを夢見ていた少女だった。パリのパリ第6大学ピエール・エ・マリ・キュリーで生化学、微生物学、遺伝学を学び、1992年に卒業、パスツール研究所で1995年にPh.D.を取得した。PhD時代の研究テーマは、抗微生物薬耐性に関与する分子メカニズムの調査。
Ph.D.取得後は、ポスドクとして1995年から1996年までパスツール研究所で働き、その後アメリカに移り、1996年から1997年までニューヨークのロックフェラー大学に所属。この間、小児科医としても名高い微生物学者エレーヌ・トゥオマネンの下で働いていた。この研究室は肺炎レンサ球菌が可動遺伝因子を利用してゲノムを変化させる方法を研究しており、シャルパンティエは球菌がバンコマイシン耐性をどのように獲得するかを示すのに貢献した。
1997年から1999年まではニューヨーク大学ランゴンメディカルセンターで助手研究科学者として働き、マウスの発毛調整について研究した。さらに、1999年から2002年まではスカーボール分子生物医学研究所やセント・ジュード小児研究病院でリサーチ・アソシエイトとして研究活動を続けた。
アメリカでの5年間の後、ヨーロッパに戻り、2002年からウィーン大学で客員教授として自らの研究チームを立ち上げた。ここでは化膿レンサ球菌における病原性因子合成の調節に関わるRNA分子を発見した。2004年から微生物学および免疫生物学部門のアシスタント・プロフェッサーに就任。2006年には私講師になり、分子生物学センターの教授資格も取得した。そして、2006年から2009年まで同大学のマックス・F・ペルーツ研究所で准教授であった。
2009年よりスウェーデンのウメオ大学にてスウェーデン分子感染医学研究所の准教授に任命され、そこで医学微生物学の教員資格を取得し、14年から17年までは客員教授として活動した。ここで後にノーベル化学賞を取ることになる"CRISPR-Cas9"を開発したが、当時について、「この研究に専念することを2008年に決めてからは、朝の3時に帰宅して数時間だけ寝たあとすぐに研究室に戻るような生活でした」と多忙さを語っている。
また、2013年にはドイツに移り、ブラウンシュヴァイクのヘルムホルツ感染研究センターの部門長やハノーバー医科大学のW3教授を務めた。その後もごく一部の優秀な研究者しか選ばれないアレキサンダー・フォン・フンボルト教授として招聘され、マックス・プランク協会の会員、さらにはマックス・プランク感染生物学研究所所長を務めた。2018年以降は病原体科学のためのマックス・プランク・ユニットの創設および代理ディレクターに就いている。

## CRISPR-Cas9
シャルパンティエは、「CRISPR-Cas9」と呼ばれる細菌性免疫システムの分子メカニズムを解読し、それをゲノム編集用のツールに転用するというノーベル賞を受賞した研究で最もよく知られている。特に、彼女はCRISPR-Cas9の機能において極めて重要な非コードRNAの成熟のための新しいメカニズムを発見した。具体的には、tracrRNAと呼ばれる低分子RNAがcrRNAの成熟に不可欠であることを示した。
ウイーン大学でRNA分子の調整機能を研究していたシャルパンティエはCRISPRに関心を持ち、2009年に「化膿連鎖球菌のゲノム内のCas9という酵素タンパク質と2つのRNA酵素がこの細菌の免疫システムで重要な役割を果たしている」という仮説を立てた。そして2011年、微生物に関する国際会議が開かれたプエルトリコのカフェで、ジェニファー・ダウドナに研究仲間を介して偶然出会った。石畳の旧市街を散策しながらゲノム編集の話をしているうちに、シャルパンティエが共同研究を提案したことで研究が開始された。
シャルパンティエの研究室は、Cas9を使用して任意のDNA配列を切断できることを示した。彼女達が開発した方法は、Cas9と簡単に作成できる合成「ガイドRNA」分子の組み合わせを含んでいた。合成ガイドRNAがcrRNAとtracrRNAのキメラであるがゆえに、この発見はCRISPR-Cas9テクノロジーを使用してゲノム編集を比較的容易にできることを示した。現在では世界中の研究者がこの方法を利用し、植物、動物、細胞株のDNA配列を編集している。CRISPRは、科学者が遺伝子を編集して健康や病気におけるそれら役割を探り、第一世代の遺伝子治療よりも安全で効果的であることが証明されることを期待して遺伝子治療を開発することを可能にすることで、遺伝学に革命をもたらした。
2013年、Shaun FoyおよびRodger Novakとともに、ベンチャー企業CRISPR TherapeuticsおよびERS Genomicsを共同設立した。

## 受賞歴
- 2014年 国際ポール・ヤンセン生物医学研究賞
- 2014年 ガベイ賞
- 2015年 生命科学ブレイクスルー賞
- 2015年 アストゥリアス皇太子賞 学術・技術研究部門
- 2015年 グルーバー賞 遺伝学部門
- 2015年 マスリー賞
- 2015年 ルイ＝ジャンテ医学賞
- 2015年 エルンスト・ユング賞
- 2015年 トムソン・ロイター引用栄誉賞
- 2016年 ロレアル-ユネスコ女性科学賞
- 2016年 ゴットフリート・ヴィルヘルム・ライプニッツ賞
- 2016年 ガードナー国際賞
- 2016年 マイエンブルク賞
- 2016年 唐奨
- 2016年 ウォーレン・アルパート財団賞
- 2016年 パウル・エールリヒ&ルートヴィヒ・ダルムシュテッター賞
- 2016年 HFSP中曽根賞
- 2016年 ジョン・スコット賞
- 2016年 ヴィルヘルム・エクスナー・メダル
- 2016年 オットー・ワールブルク・メダル
- 2017年 日本国際賞[15]
- 2017年 オールバニ・メディカルセンター賞
- 2018年 カヴリ賞 ナノ科学部門
- 2018年 ハーヴェイ賞
- 2019年 シェーレ賞
- 2020年 ウルフ賞医学部門
- 2020年 ノーベル化学賞[3]